# Roxanne Gelle
Roxanne Gelle (* 3. September 1958) ist eine ehemalige australische Hürdenläuferin und Sprinterin.
Bei den Commonwealth Games 1978 in Edmonton gewann sie mit der australischen Mannschaft Bronze in der 4-mal-100-Meter-Staffel und schied über 100 m Hürden im Vorlauf aus.
Ihre persönliche Bestzeit über 100 m Hürden von 13,7 s stellte sie am 3. Juni 1978 in Brisbane auf.